# Ɔ̱
Cette page contient des caractères spéciaux ou non latins. S’ils s’affichent mal (▯, ?, etc.), consultez la page d’aide Unicode.
Ɔ̱ (minuscule : ɔ̱), appelé O ouvert macron souscrit, est un graphème utilisé dans l’écriture du karimojong et du nuer.
Il s’agit de la lettre O ouvert diacritée d’un macron souscrit.

## Représentations informatiques
Le O ouvert macron souscrit peut être représenté avec les caractères Unicode suivants :
- décomposé (latin étendu B, Alphabet phonétique international, diacritiques)[1],[2] :

| formes    | représentations | chaînes de caractères | points de code | descriptions                                                 |
| --------- | --------------- | --------------------- | -------------- | ------------------------------------------------------------ |
| majuscule | Ɔ̱               | Ɔ◌̱                    | U+0186 U+0331  | lettre majuscule latine o ouvert diacritique macron souscrit |
| minuscule | ɔ̱               | ɔ◌̱                    | U+0254 U+0331  | lettre minuscule latine o ouvert diacritique macron souscrit |